# Kunstmuseum Poltawa

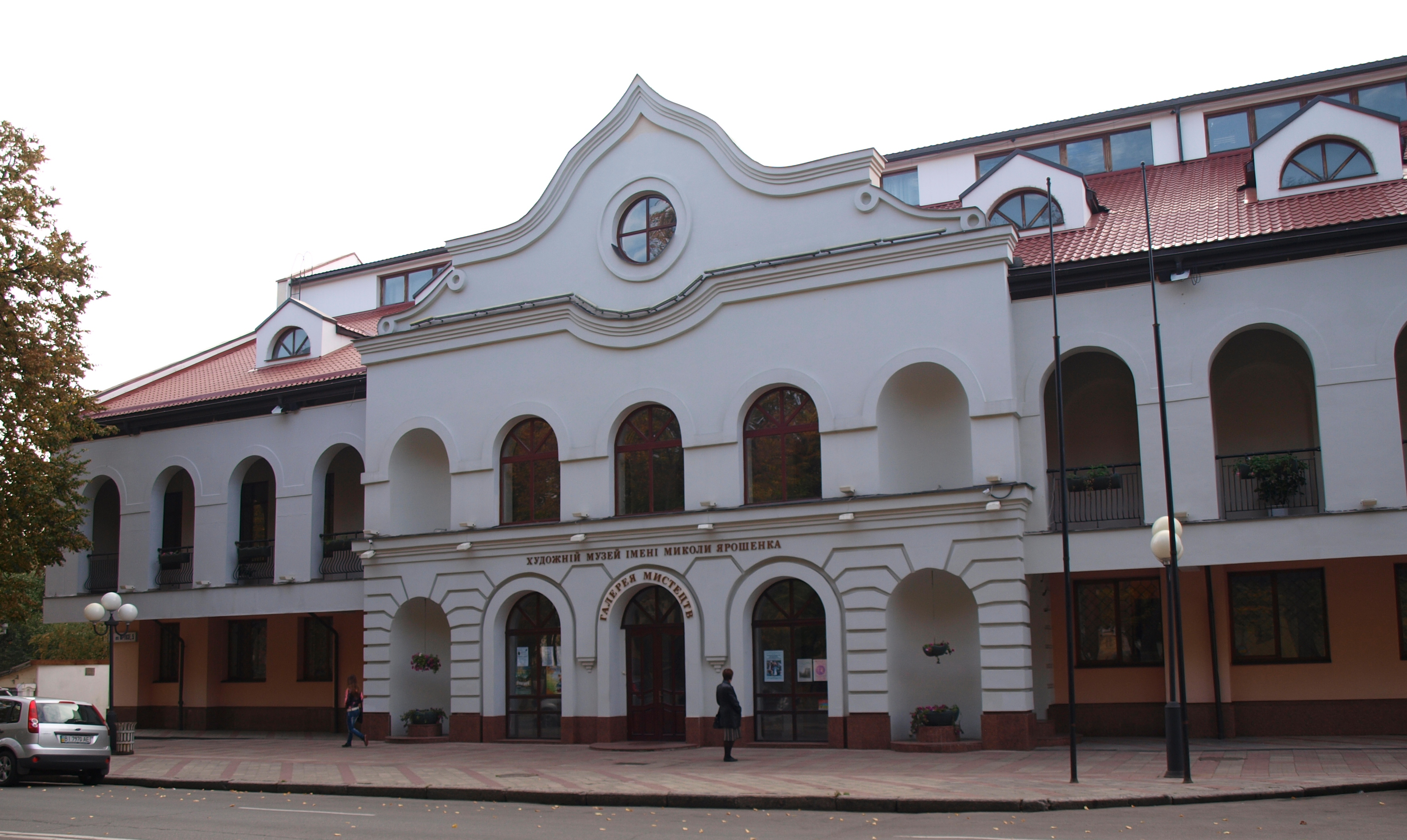
Kunstmuseum Poltawa, 2011

Das Kunstmuseum Poltawa ist ein Museum für Bildende Kunst in Poltawa. Die Sammlung umfasst Werke ukrainischer und europäischer Kunst sowie eine ethnografische Sammlung.

## Geschichte
Die Sammlung des Museums geht auf das Jahr 1917 zurück, als die Kunstsammlung des Künstlers Nikolai Jaroschenko seiner Heimatstadt Poltawa geschenkt wurde. Neben 100 Gemälden und 23 Skizzenbüchern von Jaroschenko umfasste die Sammlung auch Werke seiner Freunde und Kollegen, darunter von Iwan Schischkin, Wassili Polenow, Wladimir Makowski, Ilja Repin und Wassili Maximow.
Das Museum wurde am 27. April 1919 für die Öffentlichkeit zugänglich gemacht. Ursprünglich handelte es sich um eine Kunstgalerie. Sein Gründer, Michail Rudynski, der später als Archäologe und Museologe bekannt wurde, nannte es „das Museum der Künste“.
Während der Besatzung durch die Nationalsozialisten wurden nahezu alle Objekte zerstört oder gingen verloren, darunter zählen Werke aus Westeuropa, zum Beispiel von Giovanni Battista Tiepolo, Peter Paul Rubens, Melchior d’Hondecoeter, Adriaen van Ostade und Élisabeth Vigée-Lebrun, aber auch Werke von ukrainischen Malern aus dem 17. und 18. Jahrhundert sowie Werke von russischen Künstlern aus dem 19. und 20. Jahrhundert. Im November 1944, als Poltawa noch völlig zerstört war, nahm das Museum seine Arbeit wieder auf.
Im Jahr 1951 kehrte das Museum in sein ursprüngliches Gebäude zurück, das restauriert worden war. Die Mitarbeiter bemühten sich, die verlorene Sammlung nach dem Krieg wiederherzustellen. Das Gebäude, das in aller Eile restauriert wurde, befand sich allerdings in einem technisch schlechten Zustand. Der Stadtrat beschloss daher, das Museum in das Gebäude der Kunstgalerie in der Frunze-Straße zu verlegen. Dort nahm die Sammlung zwei separate Räume im Erdgeschoss ein. Mittlerweile verfügt das Museum über den gesamten Ausstellungsraum.